# 敖德薩東西方美術館
敖德薩東西方美術館（烏克蘭語：Одеський музей західного і східного мистецтва），是烏克蘭敖德薩州首府敖德薩的一座美術館，位於普希金大街上。美術館設立於1923年，位於一座修建於1856年至1858年的宮殿建築內。

## 簡介
這座博物館如其館名，收藏眾多東西方藝術品，但並未全部展出，包括卡拉瓦喬、傑拉爾德·大衛、揚·凡·斯科雷爾、彼得·保羅·魯本斯、亞伯拉罕·布洛馬爾特、弗蘭斯·哈爾斯等西方畫家的作品。1958年，蘇聯美術史學家伊琳娜·林尼克在一處被遺忘多年的儲藏室發現了畫家弗蘭斯·哈爾斯的兩幅畫作，她認出這兩幅畫是哈爾斯遺失的傳教士路加與馬太畫作。這兩幅畫曾經是18世紀拍賣文件中描述的四人組的一部分。她將他們的歷史追溯到17世紀，在她的作品於1959年出版後，另外兩傳教士約翰和馬可畫作也被重新發現。
中國、日本、印度、伊朗和西藏的東方藝術在博物館的東廳展出。藏品包括十六至十七世紀的絲綢畫、瓷器、刺繡品、古代武器、小雕像和其他物品。

## 館藏

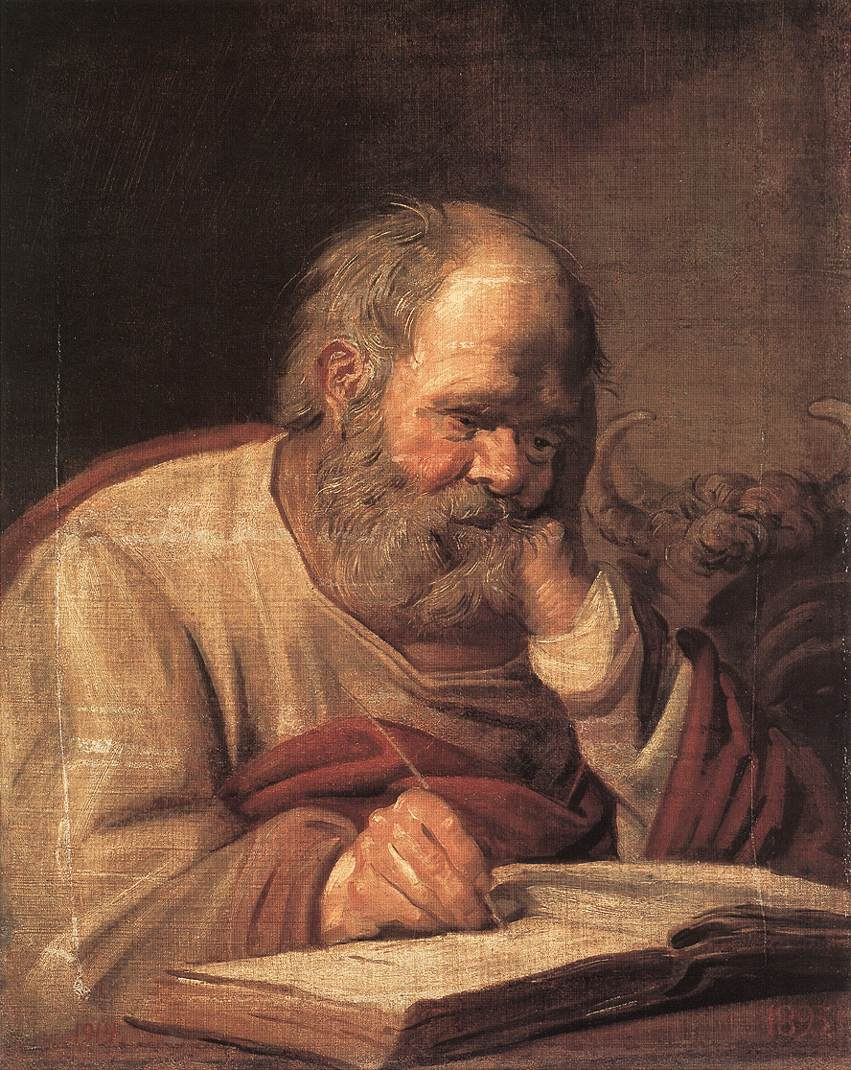
路加（弗蘭斯·哈爾斯 繪）
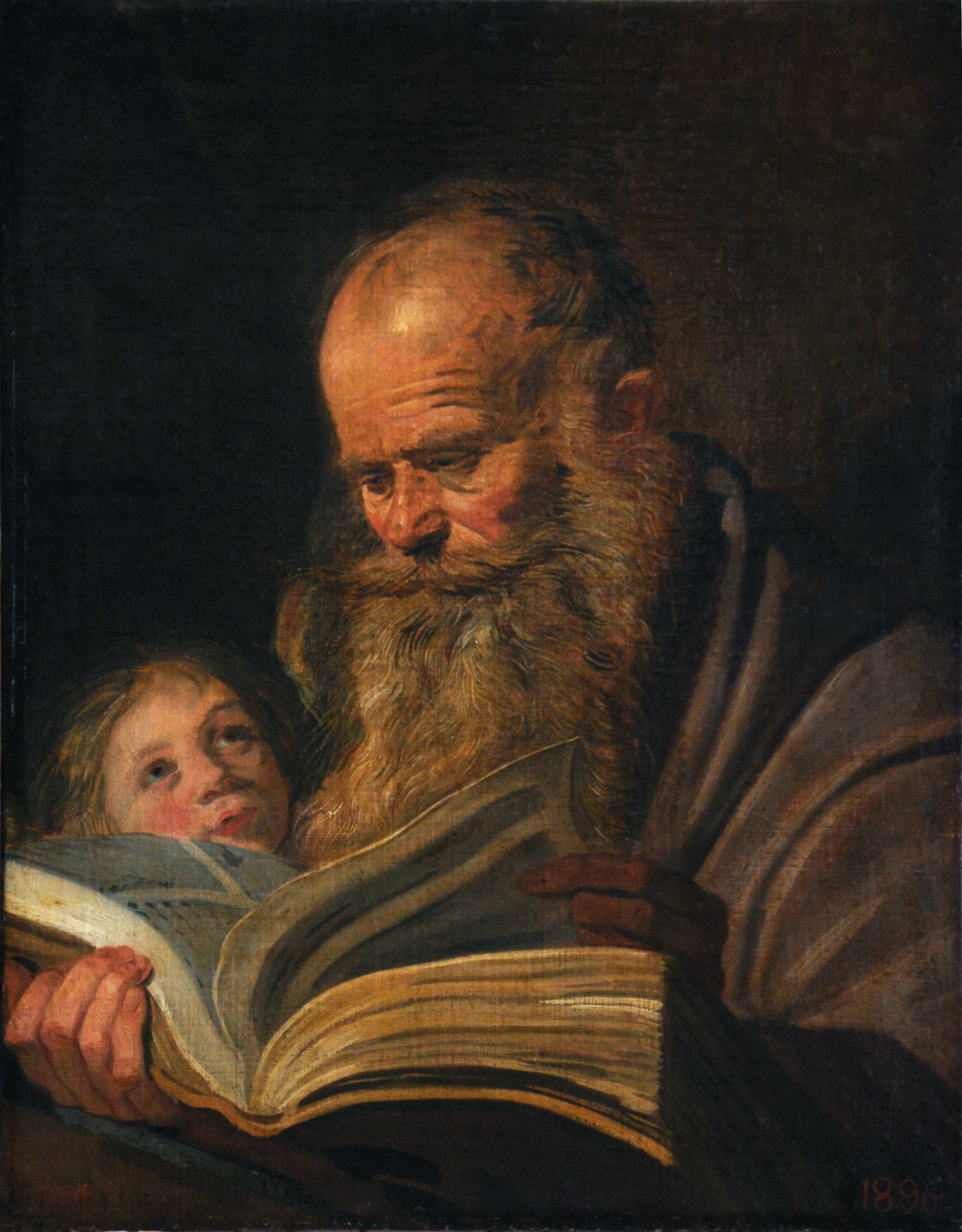
馬太（弗蘭斯·哈爾斯 繪）
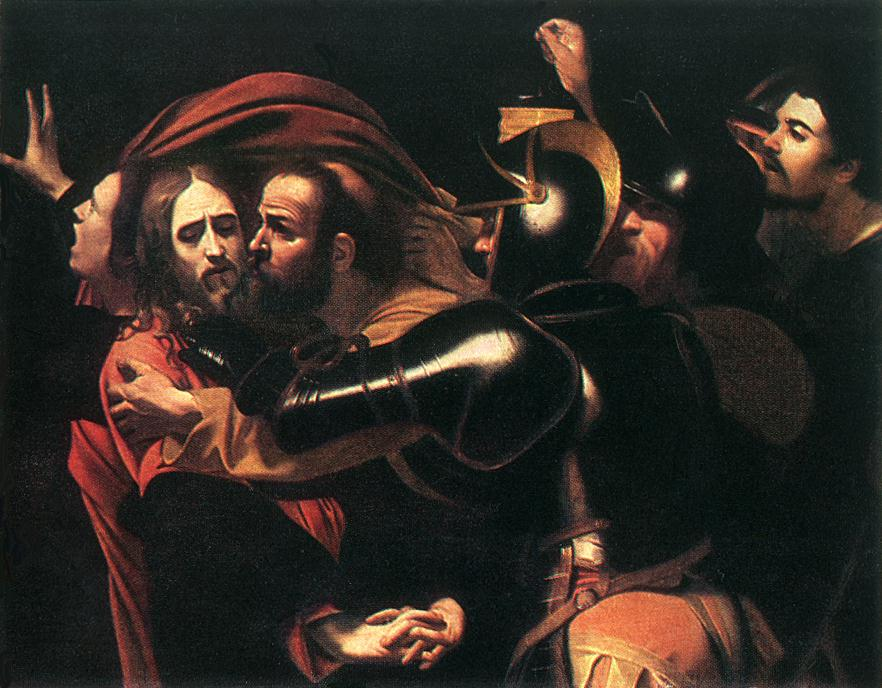
帶走基督（卡拉瓦喬 繪）
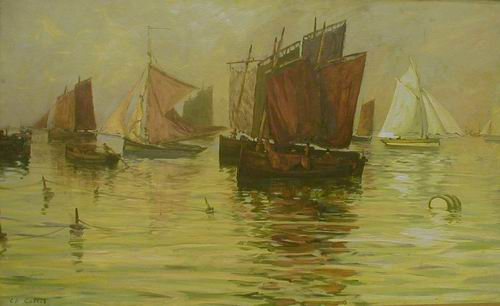
水手（查爾斯·科泰 繪）
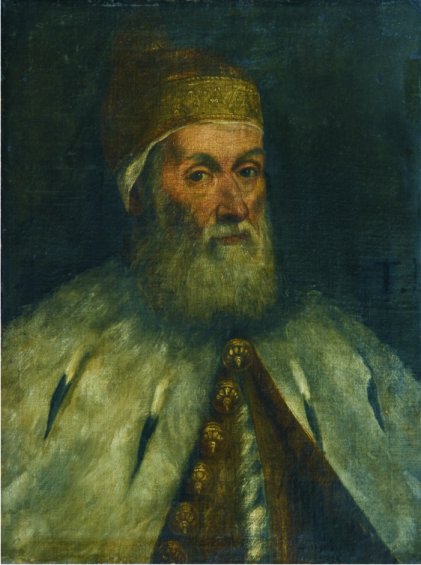
弗朗切斯科·多納托（提齊安諾·維伽略 繪）
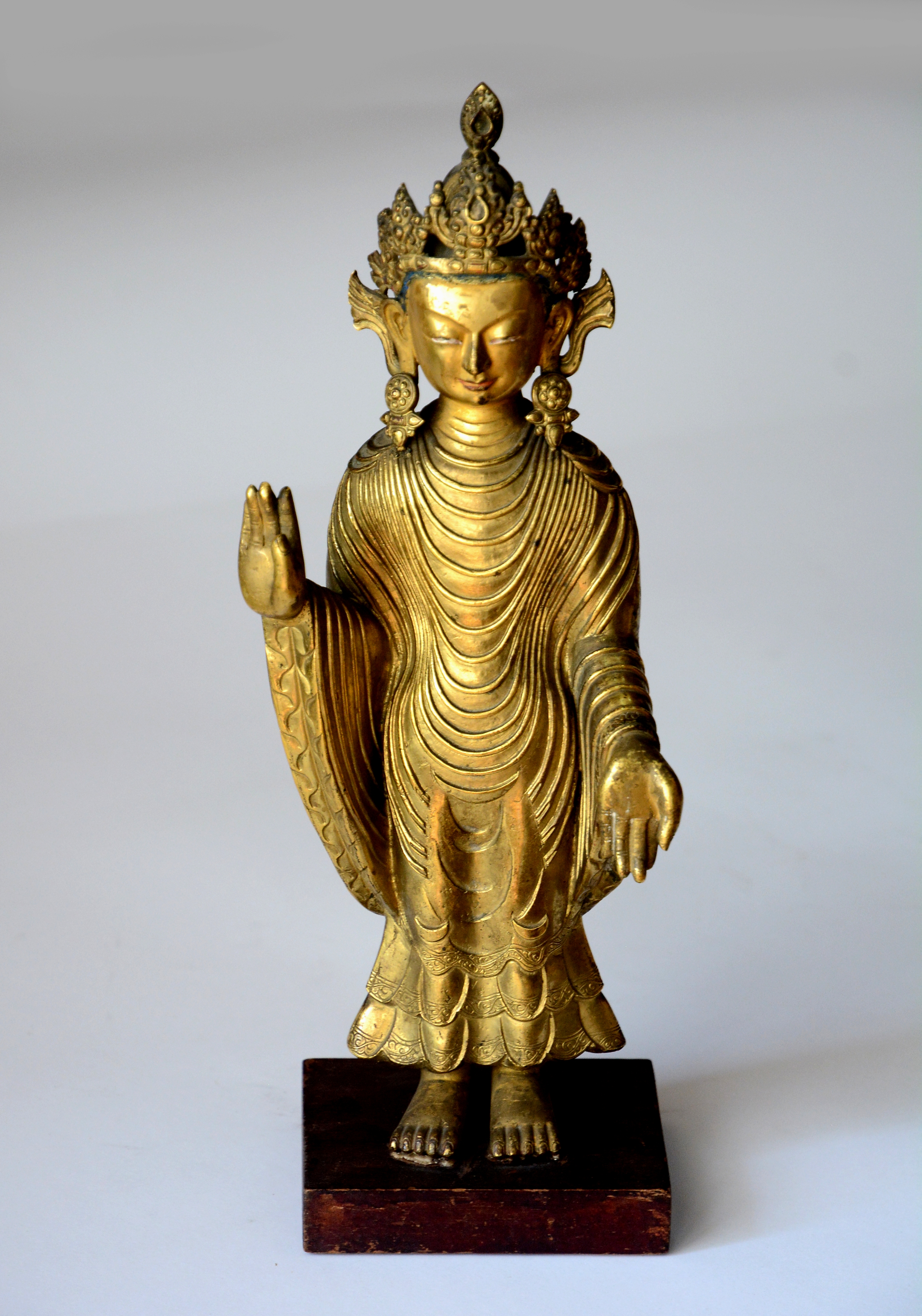
十九世紀西藏的釋迦牟尼佛像

## 外部連結
- 官方網站 （页面存档备份，存于）
- 官方網站（舊） （页面存档备份，存于）
- 官方 Facebook 專頁 （页面存档备份，存于）